# Skowyt 3
Skowyt 3 (org. Howling III) – australijski film z pogranicza komedii i horroru, należący do cyklu filmów o wilkołakach. Film jest swobodną adaptacją powieści The Howling III: Echoes Gary'ego Bradera, jednak akcja powieści rozgrywa się w Stanach Zjednoczonych, podczas gdy akcja filmu w Australii. Poza tym fabuła filmu ma niewiele wspólnego z fabułą powieści.

## Fabuła
W Australii, na uboczu wioski, żyją wilkołaki. Pewnego dnia socjolog, doktor Harry Beckmeyer zakochuje się w jednej z kobiet z rodziny wilkołaków. Ich relacja rozwija się w bardzo szybkim tempie, ponieważ wkrótce spodziewają się potomka. Szczęście rodziców zostaje zaburzone przez łowców likantropów, którzy wyruszyli na krwawe łowy.

## Obsada[1]
- Barry Otto - profesor Harry Beckmeyer
- Imogen Annesley - Jerboa
- Max Fairchild - Thylo
- Ralph Cotterill - profesor Sharp
- Leigh Biolos - Donny Martin
- Frank Thring - Jack Citron
- Michael Pate
- Barry Humphries
- Carole Skinner - Yara
- Brian Adams - generał Miller
- Christopher Pate - agent
- Dagmar Bláhová - Olga Gork